# 1617
1617 (MDCXVII) je bilo navadno leto, ki se je po gregorijanskem koledarju začelo na nedeljo, po 10 dni počasnejšem julijanskem koledarju pa na sredo.

## Dogodki
- 1. januar

## Rojstva
- - Ralph Cudworth, angleški filozof († 1688)
- - Ngawang Lobsang Gyatso, peti dalajlama († 1682)

## Smrti
- 4. april - John Napier lord Merchiston, škotski matematik, teolog (* 1550)
- 7. maj - David Fabricij, nizozemski duhovnik, astronom (* 1564)
- 25. september - Frančišek Suarez, španski jezuit, filozof, teolog (* 1548)
- 12. oktober - Bernardino Baldi, italijanski matematik (* 1533)
- 22. november - Ahmed I., sultan Osmanskega cesarstva, 93. kalif islama (* 1590)